# رودريغو أباسكال
رودريغو أباسكال (بالإسبانية: Rodrigo Abascal)‏ هو لاعب كرة قدم أوروغواياني في مركز الدفاع، ولد في 14 يناير 1994 في مونتيفيديو في الأوروغواي. لعب مع سنترو أتلتيكو فينكس ‏.

## وصلات خارجية
- رودريغو أباسكال على موقع إي إس بي إن إف سي (الإنجليزية)
- رودريغو أباسكال على موقع قاعدة بيانات كرة القدم.إي يو (الإنجليزية)
- رودريغو أباسكال على موقع Soccerway.com (الإنجليزية)
- رودريغو أباسكال على موقع عالم كرة القدم.نت (الإنجليزية)